# Dinozé
Dinozé – miejscowość i gmina we Francji, w regionie Grand Est, w departamencie Wogezy.
Według danych na rok 1990 gminę zamieszkiwało 468 osób, a gęstość zaludnienia wynosiła 162 osób/km² (wśród 2335 gmin Lotaryngii Dinozé plasuje się na 613. miejscu pod względem liczby ludności, natomiast pod względem powierzchni na miejscu 1183.).